# بالاسيوس
بالاسيوس (بالإنجليزية: Palacios)‏ هي مدينة أمريكية تقع في ولاية تكساس.تبلغ مساحة هذه المدينة 13.7 (كم²)،ويبلغ عدد سكانها 5153 نسمة حسب إحصاء سنة 2010 م. تشير إحصاءات سنة 2000م بان الكثافة السكانية في هذه المدينة تقدر بـ(394.4) نسمة/كم2.

## التركيبة السكانية
حدّد مكتب تعداد الولايات المتحدة بيانات التركيبة السكانية لبالاسيوس في تعداد الولايات المتحدة. في ما يلي، التركيبة السكانية حسب تعدادي 2000 و2010.

### تعداد عام 2000
بلغ عدد سكان بالاسيوس 5,153 نسمة بحسب تعداد عام 2000، وبلغ عدد الأسر 1,661 أسرة وعدد العائلات 1,244 عائلة مقيمة في المدينة. في حين سجلت الكثافة السكانية 382.3 نسمة لكل كيلومتر مربع (990.2/ميل2). وبلغ عدد الوحدات السكنية 1,976 وحدة بمتوسط كثافة قدره 146.6 لكل كيلومتر مربع (379.7/ميل2).
وتوزع التركيب العرقي للمدينة بنسبة 57.07% من البيض و4.74% من الأمريكيين الأفارقة و0.68% من الأمريكيين الأصليين و12.13% من الأمريكيين ذوي الأصول الآسيوية و22.36% من الأعراق الأخرى و3.03% من عرقين مختلطين أو أكثر و51.19% من الهسبانيون أو اللاتينيون من أي عرق.
بلغ عدد الأسر 1,661 أسرة كانت نسبة 49.1% منها لديها أطفال تحت سن الثامنة عشر تعيش معهم، وبلغت نسبة الأزواج القاطنين مع بعضهم البعض 55.4% من أصل المجموع الكلي للأسر، ونسبة 13.4% من الأسر كان لديها معيلات من الإناث دون وجود شريك، بينما كانت نسبة 6.1% من الأسر لديها معيلون من الذكور دون وجود شريكة وكانت نسبة 25.1% من غير العائلات. تألفت نسبة 22% من أصل جميع الأسر من عدة أفراد يعيشون في نفس المنزل ونسبة 10.2% كانت تتألف من شخص يعيش بمفرده يبلغ من العمر 65 عاماً أو أكثر. وبلغ متوسط حجم الأسرة المعيشية 3.08، أما متوسط حجم العائلات فبلغ 3.64.
بلغ العمر الوسطي للسكان 29.8 عاماً. وكانت نسبة 35.4% من القاطنين تحت سن الثامنة عشر، وكانت نسبة 9.1% بين الثامنة عشر والرابعة والعشرين عاماً، ونسبة 25.8% كانت واقعةً في الفئة العمرية ما بين الخامسة والعشرين والرابعة والأربعين عاماً، ونسبة 18.5% كانت ما بين الخامسة والأربعين والرابعة والستين، ونسبة 10.3% كانت ضمن فئة الخامسة والستين عاماً فما فوق. يوجد لكل 100 أنثى 101.6 ذكر، ويوجد لكل 100 أنثى في الثامنة عشر من عمرها فما فوق 96.6 ذكر.
بلغ متوسط دخل الأسرة في المدينة 27,623 دولارًا، أما متوسط دخل العائلة فبلغ 35,518 دولارًا. وكان متوسط دخل الذكور 27,483 دولارًا مقابل 21,875 دولارًا للإناث. وسجل دخل الفرد الخاص بالمدينة 13,107 دولارًا. وكانت نسبة 19.8% من العائلات ونسبة 24.2% من السكان تحت خط الفقر، وكان من هؤلاء نسبة 29.5% تحت سن الثامنة عشر ونسبة 14.3% في الخامسة والستين من العمر وما فوق.

### تعداد عام 2010
بلغ عدد سكان بالاسيوس 4,718 نسمة بحسب تعداد عام 2010، وبلغ عدد الأسر 1,611 أسرة وعدد العائلات 1,144 عائلة مقيمة في المدينة. في حين سجلت الكثافة السكانية 350 نسمة لكل كيلومتر مربع (906.5/ميل2). وبلغ عدد الوحدات السكنية 1,987 وحدة بمتوسط كثافة قدره 147.4 لكل كيلومتر مربع (381.8/ميل2).
وتوزع التركيب العرقي للمدينة بنسبة 67.23% من البيض و4.43% من الأمريكيين الأفارقة و1.48% من الأمريكيين الأصليين و9.03% من الأمريكيين ذوي الأصول الآسيوية و14.99% من الأعراق الأخرى و2.84% من عرقين مختلطين أو أكثر و60.36% من الهسبانيون أو اللاتينيون من أي عرق.
بلغ عدد الأسر 1,611 أسرة كانت نسبة 40.1% منها لديها أطفال تحت سن الثامنة عشر تعيش معهم، وبلغت نسبة الأزواج القاطنين مع بعضهم البعض 51.4% من أصل المجموع الكلي للأسر، ونسبة 14.6% من الأسر كان لديها معيلات من الإناث دون وجود شريك، بينما كانت نسبة 5% من الأسر لديها معيلون من الذكور دون وجود شريكة وكانت نسبة 29% من غير العائلات. تألفت نسبة 25.3% من أصل جميع الأسر من عدة أفراد يعيشون في نفس المنزل ونسبة 12.4% كانت تتألف من شخص يعيش بمفرده يبلغ من العمر 65 عاماً أو أكثر. وبلغ متوسط حجم الأسرة المعيشية 2.91، أما متوسط حجم العائلات فبلغ 3.51.
بلغ العمر الوسطي للسكان 34.1 عاماً. وكانت نسبة 30.5% من القاطنين تحت سن الثامنة عشر، وكانت نسبة 8.7% بين الثامنة عشر والرابعة والعشرين عاماً، ونسبة 23% كانت واقعةً في الفئة العمرية ما بين الخامسة والعشرين والرابعة والأربعين عاماً، ونسبة 24.6% كانت ما بين الخامسة والأربعين والرابعة والستين، ونسبة 13.2% كانت ضمن فئة الخامسة والستين عاماً فما فوق. وتوزع التركيب الجنسي للسكان بنسبة 50% ذكور و50% إناث.

## أعلام
- دانيال إي. فلوريس
- بريسيلا أوين